# Ridgewood (New Jersey)
Ridgewood je město v okresu Bergen County ve státě New Jersey ve Spojených státech amerických. Podle censu z roku 2000 zde žilo 24 936 obyvatel. Bylo založena 20. listopadu 1894. Její rozloha je 15,1 km² a hustota zalidnění je 1662,8 obyvatel/km². Starostou města je David T. Pfund.
Mezi známé osobnosti, které ve městě žili patří herec Robert Sean Leonard.